# Sveriges riksbanks pris i ekonomisk vetenskap till Alfred Nobels minne
Sveriges riksbanks pris i ekonomisk vetenskap till Alfred Nobels minne, i dagligt tal ofta kallat Ekonomipriset eller Nobelpriset i ekonomi, är ett pris som instiftades 1968 av Sveriges riksbank i samband med bankens 300-årsjubileum och som administreras av Nobelstiftelsen. 
Prissumman är den samma som för nobelprisen och utdelningen sker tillsammans med de fyra nobelpris som delas ut i Stockholm den 10 december årligen. Pristagare utses i början av oktober varje år av den svenska Kungliga Vetenskapsakademien, som även utser pristagare för Nobelpriset i fysik och Nobelpriset i kemi. Nomineringsproceduren och arbetet med att utse pristagare går till på samma sätt som för fysik- och kemiprisen, och sköts av Kommittén för priset i ekonomisk vetenskap till Alfred Nobels minne vid Kungl. Vetenskapsakademien.

## Historia
Priset är inte ett av de fem nobelprisen som etablerades av 1895 års testamente av Alfred Nobel för utstående bidrag inom fälten kemi, fysik, litteratur, fred och fysiologi eller medicin. Istället etablerades priset av Sveriges riksbank 1968 och har sedan dess delats ut varje år. Det första priset tilldelades 1969 Ragnar Frisch och Jan Tinbergen. Varje pristagare får en medalj, ett diplom och en pengasumma som har varierat genom åren. 1969 gavs Frisch och Tinbergen sammanlagt 375 000 kronor, vilket i december 2007 motsvarade 2 871 041 kronor. 2024 var prissumman 11 miljoner kronor. Priset delas ut i Stockholm vid en årlig ceremoni den 10 december, samma dag som Nobel dog.
2024 hade 56 priser i ekonomi delats ut till 96 personer. Institutionen med flest pristagare i ekonomi är University of Chicago; universitetets ekonomiavdelning har givit 15 pristagare. År 2009, 40 år efter att priset började delas ut, gick det för första gången till en kvinna, Elinor Ostrom. Priset har senare delats ut till ytterligare två kvinnor: Esther Duflo 2019 och Claudia Goldin 2023.
Den yngsta pristagaren är Esther Duflo som var 46 år när hon tilldelades priset och den äldste är Leonid Hurwicz som var 90 år.

## Pristagare
| År   | Pristagare         | Pristagare                 | Land                     | Anledning |
| ---- | ------------------ | -------------------------- | ------------------------ | --- |
| 1969 |                    | Ragnar Anton Kittil Frisch | Norge                    | "för utveckling och användning av dynamiska modeller för analys av ekonomiska förlopp"                                                                                                |
| 1969 |                    | Jan Tinbergen              | Nederländerna            | "för utveckling och användning av dynamiska modeller för analys av ekonomiska förlopp"                                                                                                |
| 1970 |                    | Paul Samuelson             | USA                      | "för de arbeten genom vilka han utvecklat den statiska och dynamiska ekonomiska teorien och verksamt bidragit till att höja den analystekniska nivån inom den ekonomiska vetenskapen" |
| 1971 |                    | Simon Kuznets              | USA                      | "för hans empiriskt baserade tolkning av ekonomisk tillväxt som lett till ny och fördjupad insikt i den ekonomiska och sociala strukturen och utvecklingsprocessen"                   |
| 1972 |                    | John Hicks                 | Storbritannien           | "för deras banbrytande insatser inom allmän ekonomisk jämviktsteori och välfärdsteori"                                                                                                |
| 1972 |                    | Kenneth Arrow              | USA                      | "för deras banbrytande insatser inom allmän ekonomisk jämviktsteori och välfärdsteori"                                                                                                |
| 1973 |                    | Wassily Leontief           | USA                      | "för utarbetandet av input-output metoden samt för dess tillämpning på viktiga ekonomiska problem"                                                                                    |
| 1974 |                    | Gunnar Myrdal              | Sverige                  | "för deras pionjärarbete inom penning- och konjunkturteori samt deras inträngande analys av det ömsesidiga beroendet mellan ekonomiska, sociala och institutionella förhållanden"     |
| 1974 |                    | Friedrich von Hayek        | Storbritannien/Österrike | "för deras pionjärarbete inom penning- och konjunkturteori samt deras inträngande analys av det ömsesidiga beroendet mellan ekonomiska, sociala och institutionella förhållanden"     |
| 1975 |                    | Leonid Kantorovitj         | Sovjetunionen            | "för deras bidrag till teorin för optimal resursanvändning" |
| 1975 |                    | Tjalling Koopmans          | USA                      | "för deras bidrag till teorin för optimal resursanvändning" |
| 1976 |                    | Milton Friedman            | USA                      | "för hans bidrag till konsumtionsanalys, till monetär historia och teori jämte hans klarläggande av stabiliseringspolitikens komplexitet"                                             |
| 1977 |                    | Bertil Ohlin               | Sverige                  | "för deras banbrytande arbeten inom teorin för internationell handel och internationella kapitalrörelser"                                                                             |
| 1977 |                    | James Meade                | Storbritannien           | "för deras banbrytande arbeten inom teorin för internationell handel och internationella kapitalrörelser"                                                                             |
| 1978 |                    | Herbert Simon              | USA                      | "för hans banbrytande forskning om beslutsprocessen inom ekonomiska organisationer"                                                                                                   |
| 1979 |                    | Theodore Schultz           | USA                      | "för deras pionjärarbeten inom ekonomisk utvecklingsforskning med särskild hänsyn till u-ländernas problem"                                                                           |
| 1979 |                    | Arthur Lewis               | Saint Lucia              | "för deras pionjärarbeten inom ekonomisk utvecklingsforskning med särskild hänsyn till u-ländernas problem"                                                                           |
| 1980 |                    | Lawrence Klein             | USA                      | "för konstruktionen av ekonometriska konjunkturmodeller samt deras tillämpning för analys av ekonomisk politik"                                                                       |
| 1981 |                    | James Tobin                | USA                      | "för hans analys av finansiella marknader och dessas samband med utgiftsbeslut och därmed sysselsättning, produktion och prisutveckling"                                              |
| 1982 |                    | George Stigler             | USA                      | "för hans banbrytande studier av marknaders funktionssätt och strukturer samt offentliga regleringars orsaker och effekter"                                                           |
| 1983 |                    | Gerard Debreu              | USA                      | "för införandet av nya analytiska metoder i nationalekonomisk teori och för en rigorös omformulering av teorin för allmän jämvikt"                                                    |
| 1984 |                    | Richard Stone              | Storbritannien           | "för att ha gjort banbrytande insatser vid utvecklandet av system för nationalräkenskaper och därigenom radikalt förbättrat underlaget för empirisk ekonomisk analys"                 |
| 1985 |                    | Franco Modigliani          | Italien                  | "för hans grundläggande analyser av sparande och finansiella marknader" |
| 1986 |                    | James M. Buchanan          | USA                      | "för hans utveckling av de kontraktsteoretiska och konstitutionella grundvalarna för ekonomiskt och politiskt beslutsfattande"                                                        |
| 1987 |                    | Robert Solow               | USA                      | "för hans insatser inom teorin för ekonomisk tillväxt" |
| 1988 |                    | Maurice Allais             | Frankrike                | "för hans pionjärinsatser inom teorin för marknader och effektivt resursutnyttjande"                                                                                                  |
| 1989 |                    | Trygve Haavelmo            | Norge                    | "för hans klarläggande av de sannolikhetsteoretiska grunderna för ekonometrisk metodik och hans analys av simultana ekonomiska strukturer"                                            |
| 1990 |                    | Harry Markowitz            | USA                      | "för deras pionjärinsatser inom teorin för finansiell ekonomi" |
| 1990 |                    | Merton Miller              | USA                      | "för deras pionjärinsatser inom teorin för finansiell ekonomi" |
| 1990 |                    | William F. Sharpe          | USA                      | "för deras pionjärinsatser inom teorin för finansiell ekonomi" |
| 1991 |                    | Ronald Coase               | Storbritannien           | "för hans klarläggande av transaktionskostnadernas och de ekonomiska rättigheternas betydelse för det ekonomiska systemets institutionella struktur och funktionssätt"                |
| 1992 |                    | Gary Becker                | USA                      | "för att ha vidgat tillämpningen av mikroekonomisk analys till att gälla ett brett område av individers beteenden och relationer, även utanför marknaden"                             |
| 1993 |                    | Robert Fogel               | USA                      | "för att ha förnyat den ekonomiskhistoriska forskningen genom att använda ekonomisk teori och kvantitativa metoder för att förklara ekonomisk och institutionell förändring"          |
| 1993 |                    | Douglass North             | USA                      | "för att ha förnyat den ekonomiskhistoriska forskningen genom att använda ekonomisk teori och kvantitativa metoder för att förklara ekonomisk och institutionell förändring"          |
| 1994 |                    | John Harsanyi              | USA                      | "för deras banbrytande analys av jämvikter i teorin för icke-kooperativa spel" |
| 1994 |                    | John Forbes Nash           | USA                      | "för deras banbrytande analys av jämvikter i teorin för icke-kooperativa spel" |
| 1994 |                    | Reinhard Selten            | Tyskland                 | "för deras banbrytande analys av jämvikter i teorin för icke-kooperativa spel" |
| 1995 |                    | Robert Lucas Jr.           | USA                      | "för att ha utvecklat och tillämpat hypotesen om rationella förväntningar och i grunden förändrat makroekonomisk analys och synen på ekonomisk politik"                               |
| 1996 |                    | James Mirrlees             | Storbritannien           | "för fundamentala bidrag till den ekonomiska teorin för incitament vid asymmetrisk information"                                                                                       |
| 1996 |                    | William Vickrey            | USA                      | "för fundamentala bidrag till den ekonomiska teorin för incitament vid asymmetrisk information"                                                                                       |
| 1997 |                    | Robert C. Merton           | USA                      | "för en ny metod att värdera derivatinstrument" |
| 1997 |                    | Myron Scholes              | USA                      | "för en ny metod att värdera derivatinstrument" |
| 1998 |                    | Amartya Sen                | Indien                   | "för hans bidrag till den ekonomiska välfärdsanalysen" |
| 1999 |                    | Robert Mundell             | Kanada                   | "för hans analys av penning- och finanspolitik under olika växelkursregimer, samt hans analys av optimala valutaområden"                                                              |
| 2000 |                    | James Heckman              | USA                      | "för hans utveckling av teori och metoder för analys av selektiva urval" |
| 2000 |                    | Daniel McFadden            | USA                      | "för hans utveckling av teori och metoder för analys av diskreta val" |
| 2001 |                    | George Akerlof             | USA                      | "för deras analys av marknader med asymmetrisk information" |
| 2001 |                    | Michael Spence             | USA                      | "för deras analys av marknader med asymmetrisk information" |
| 2001 |                    | Joseph E. Stiglitz         | USA                      | "för deras analys av marknader med asymmetrisk information" |
| 2002 |                    | Daniel Kahneman            | Israel USA               | "för att ha infört insikter från psykologisk forskning i ekonomisk vetenskap, särskilt beträffande bedömningar och beslut under osäkerhet"                                            |
| 2002 |                    | Vernon L. Smith            | USA                      | "för att ha gjort laboratorieexperiment till verktyg i empirisk ekonomisk analys, särskilt i studier av olika marknadsmekanismer"                                                     |
| 2003 |                    | Robert F. Engle            | USA                      | "för metoder att analysera ekonomiska tidsserier med tidsvarierande volatilitet (ARCH)"                                                                                               |
| 2003 |                    | Clive Granger              | Storbritannien           | "för metoder att analysera ekonomiska tidsserier med samvarierande trender (kointegration)"                                                                                           |
| 2004 |                    | Finn E. Kydland            | Norge                    | "för deras bidrag till dynamisk makroekonomisk teori: den ekonomiska politikens tidskonsistens och konjunkturens drivkrafter"                                                         |
| 2004 |                    | Edward C. Prescott         | USA                      | "för deras bidrag till dynamisk makroekonomisk teori: den ekonomiska politikens tidskonsistens och konjunkturens drivkrafter"                                                         |
| 2005 |                    | Robert Aumann              | Israel USA               | "för att genom spelteoretisk analys ha fördjupat vår förståelse av konflikt och samarbete"                                                                                            |
| 2005 |                    | Thomas Schelling           | USA                      | "för att genom spelteoretisk analys ha fördjupat vår förståelse av konflikt och samarbete"                                                                                            |
| 2006 |                    | Edmund Phelps              | USA                      | "för hans analys av intertemporala avvägningar i makroekonomisk politik" |
| 2007 |                    | Leonid Hurwicz             | USA                      | "för att ha lagt grunden till teorin för allokeringsmekanismer" |
| 2007 |                    | Eric Maskin                | USA                      | "för att ha lagt grunden till teorin för allokeringsmekanismer" |
| 2007 |                    | Roger Myerson              | USA                      | "för att ha lagt grunden till teorin för allokeringsmekanismer" |
| 2008 |                    | Paul Krugman               | USA                      | "för hans analys av handelsmönster och lokalisering av ekonomisk verksamhet" |
| 2009 |                    | Elinor Ostrom              | USA                      | "för hennes analys av ekonomisk organisering, särskilt samfälligheter" |
| 2009 |                    | Oliver Williamson          | USA                      | "för hans analys av ekonomisk organisering, särskilt företagets gränser" |
| 2010 |                    | Peter A. Diamond           | USA                      | "för deras analys av marknader med sökfriktioner" |
| 2010 |                    | Dale T. Mortensen          | USA                      | "för deras analys av marknader med sökfriktioner" |
| 2010 |                    | Christopher A. Pissarides  | Cypern                   | "för deras analys av marknader med sökfriktioner" |
| 2011 |                    | Thomas J. Sargent          | USA                      | "för deras empiriska forskning om orsak och verkan i makroekonomin" |
| 2011 |                    | Christopher A. Sims        | USA                      | "för deras empiriska forskning om orsak och verkan i makroekonomin" |
| 2012 |                    | Alvin Roth                 | USA                      | "för teorin om stabila allokeringar och för utformning av marknadsinstitutioner i praktiken"                                                                                          |
| 2012 | Lloyd Shapley 2012 | Lloyd Shapley              | USA                      | "för teorin om stabila allokeringar och för utformning av marknadsinstitutioner i praktiken"                                                                                          |
| 2013 |                    | Eugene Fama                | USA                      | "för deras empiriska analys av tillgångspriser" |
| 2013 |                    | Lars Peter Hansen          | USA                      | "för deras empiriska analys av tillgångspriser" |
| 2013 |                    | Robert Shiller             | USA                      | "för deras empiriska analys av tillgångspriser" |
| 2014 |                    | Jean Tirole                | Frankrike                | "för hans analys av marknadsmakt och reglering" |
| 2015 |                    | Angus Deaton               | Storbritannien USA       | "för hans analys av konsumtion, fattigdom och välfärd" |
| 2016 |                    | Oliver Hart                | Storbritannien           | "för sina bidrag till kontraktteori" |
| 2016 |                    | Bengt Holmström            | Finland                  | "för sina bidrag till kontraktteori" |
| 2017 |                    | Richard Thaler             | USA                      | "för sina bidrag till beteendeekonomi" |
| 2018 |                    | William D. Nordhaus        | USA                      | "för att ha integrerat klimatförändringar i långsiktig makroekonomisk analys" |
| 2018 |                    | Paul M. Romer              | USA                      | "för att ha integrerat teknisk utveckling i långsiktig makroekonomisk analys" |
| 2019 |                    | Abhijit Banerjee           | Indien USA               | ”för deras experimentella ansats för att mildra global fattigdom" |
| 2019 |                    | Esther Duflo               | Frankrike USA            | ”för deras experimentella ansats för att mildra global fattigdom" |
| 2019 |                    | Michael Kremer             | USA                      | ”för deras experimentella ansats för att mildra global fattigdom" |
| 2020 |                    | Paul Milgrom               | USA                      | ”för förbättringar av auktionsteorin och uppfinningar av nya auktionsformat" |
| 2020 |                    | Robert B. Wilson           | USA                      | ”för förbättringar av auktionsteorin och uppfinningar av nya auktionsformat" |
| 2021 |                    | David Card                 | Kanada USA               | ”för hans empiriska bidrag till arbetsmarknadsekonomi" |
| 2021 |                    | Joshua Angrist             | Israel USA               | "för deras metodologiska bidrag till analysen av kausala samband" |
| 2021 |                    | Guido Imbens               | Nederländerna USA        | "för deras metodologiska bidrag till analysen av kausala samband" |
| 2022 |                    | Ben S. Bernanke            | USA                      | "för forskning om banker och finanskriser" |
| 2022 |                    | Douglas W. Diamond         | USA                      | "för forskning om banker och finanskriser" |
| 2022 |                    | Philip H. Dybvig           | USA                      | "för forskning om banker och finanskriser" |
| 2023 |                    | Claudia Goldin             | USA                      | "för att ha förbättrat vår förståelse av kvinnors arbetsmarknadsutfall" |
| 2024 |                    | Daron Acemoglu             | Turkiet USA              | "för studier av hur institutioner formas och påverkar välstånd" |
| 2024 |                    | Simon Johnson              | Storbritannien USA       | "för studier av hur institutioner formas och påverkar välstånd" |
| 2024 |                    | James A. Robinson          | Storbritannien USA       | "för studier av hur institutioner formas och påverkar välstånd" |